# Mołodeczański Okręg Etapowy
Mołodeczański Okręg Etapowy – okręg etapowy Wojska Polskiego.

## Formowanie i zmiany organizacyjne
Mołodeczański Okręg Etapowy powołano na przełomie 1919-1920 roku. W marcu 1920 zlikwidowało dotychczasowe fronty, a walczące wojska podzielono na armie. Każdej armii przydzielono jeden okręg etapowy. OE „Mołodeczno” przydzielono 1 Armii. 
Do dyspozycji Okręg otrzymał następujące bataliony etapowe: II warszawski, II litewsko-białoruski, I, II i IV krakowskie. W marcu 1920 w dyspozycji Okręgu znajdowały się następujące bataliony etapowe: pół II Warszawskiego. W trakcie formowania był II Lit.-Białoruski, II, III, IV Krakowski był uzupełniany, a pół II Warszawskiego planowane do sformowania.

## Struktura organizacyjna
Organizacja i rozmieszczenie na przełomie 1919-1920:
- Dowództwo OE – Mołodeczno
- powiat etapowy „Dokszyce”
- powiat etapowy „Głębokie”
- powiat etapowy „Lepel”
- powiat etapowy „Oszmiana”
- powiat etapowy „Wilejka”

## Obsada personalna
- gen. ppor. Józef Prokopowicz – dowódca Okręgu Etapowego Mołodeczno (był 30 IV 1920)
- ppłk lek. Leon Czapliński – szef sanitarny DOE Mołodeczno (1920[5])
- płk piech. Longin Giedwiłło – dowódca Powiatu Etapowego Oszmiany (do 14 X 1920[6][7])
- mjr piech. Wacław Strobejko – dowódca Powiatu Etapowego Lepel (od 4 VI 1920[8])